# Guggulsteroni
Guggulsteroni è un termine che viene utilizzato per indicare degli steroli di origine vegetale che vengono estratti dalla resina ottenuta per incisione della corteccia di una pianta nota come Commiphora Mukul. Il nome deriva da Guggulu, termine che significa "quello che è contro la malattia", infatti i guggulsteroni vengono utilizzati da moltissimi anni per trattare e prevenire diversi disturbi.

## Guggulsteroni: nessi con un migliore stato di salute
Le loro capacità in ambito medico sono principalmente riconducibili al trattamento delle infiammazioni, alla riduzione del colesterolo, soprattutto relativo alle lipoproteine a bassa densità LDL, e alla prevenzione dell'aterosclerosi. Questi effetti dei guggulsteroni possono ridurre la possibilità di essere colpiti da malattie a carico del sistema cardio circolatorio.

## Guggulsteroni per coadiuvare il dimagrimento
Un altro utilizzo che si fa da alcuni anni dei guggulsteroni è quello relativo alla produzione di integratori alimentari per dimagrire anche noti come termogenici; questi steroli sono infatti capaci di aumentare il rapporto tra gli ormoni tiroidei T3 e T4 in favore del primo che è caratterizzato da maggiore attività soprattutto a carico dei tessuti adiposi; infatti il T3 facilità la lipolisi, processo con il quale a partire dai trigliceridi stoccati nel grasso si ottengono acidi grassi e glicerolo. Inoltre il variato rapporto tra gli ormoni su detti determina anche un aumento del metabolismo, aspetto questo che incide positivamente sulla riduzione del grasso corporeo.

## Possibili effetti collaterali dei guggulsteroni
Poiché i guggulsteroni sono in ultima analisi estratti di una pianta, possono dare luogo ad allergie, con rush cutaneo e altri disturbi anche gravi, è quindi sempre necessario consultare il proprio medico curante prima di assumerli, qualsiasi sia lo scopo che si vuole ottenere. Non utilizzare in gravidanza e allattamento.